# Phạm Tường Hạnh
Phạm Tường Hạnh (1918-2013) tên thật là Phạm Trọng Hân, là một nhà văn Việt Nam.

## Tiểu sử
Phạm Tường Hạnh sinh năm 1918 tại huyện Tiền Hải, tỉnh Thái Bình. Ông tham gia cách mạng từ lúc mới 18 tuổi.
Ông là Đảng viên Đảng Cộng sản Việt Nam; Hội viên Hội nhà văn Việt Nam năm 1957; Hội viên Hội nhà văn TP.Hồ Chí Minh.
Ông qua đời ngày 9 tháng 2 năm 2013, hưởng thọ 95 tuổi.

## Giải thưởng
Giải thưởng của Uỷ ban toàn quốc Liên hiệp các Hội VHNT Việt Nam năm 1998 cho kí sự "Vua Phật Lưu Công Danh đi kháng chiến" và tiểu thuyết ký sự "Anh hùng Phạm Ngọc Thảo" năm 2001.
Giải thưởng truyện ngắn tạp chí Văn nghệ quân đội với truyện ngắn "Vợ chồng Bảy Thẹo" năm 1962.

## Tác phẩm
Phạm Tường Hạnh có tác phẩm tiêu biểu:
Búp bê Đức sang Việt Nam (năm 1963); 
Vợ chồng Bảy Thẹo (năm 1962); 
Buổi sáng trên bến Nhà Rồng (năm 1980); 
Anh hùng Phạm Ngọc Thảo (năm 2001); 
Tuyển tập Phạm Tường Hạnh (năm 2002); 
Trong vắt trời xanh (năm 1997);
Giọt mật cho đời (năm 1994); 
Muôn nẻo đường đời (năm 1996); 
Một cuộc đời nghệ thuật (năm 1998), 
Ngọn lửa Krông Jung (năm 1976); 
Đất Sài Gòn (năm 1995);
Bức thư tìm cha (năm 1996);